# Eugene Spiro
Eugene Spiro, né à Breslau (aujourd'hui Wrocław) le 18 avril 1874 et mort à New York le 26 septembre 1972, est un peintre et lithographe allemand.
Il est connu pour être un peintre paysagiste ainsi que pour ses portraits de personnalités.

## Biographie
(septembre 2023).

### Formation
Eugene Spiro est l'un des neuf enfants d'un chantre de synagogue et compositeur Abraham Baer Spiro (1833-1903), et de Fanny Form (1837-1901). Il fait ses études secondaires au lycée Sainte-Élisabeth de Breslau.
De 1882 à 1884, il étudie à l'école des beaux-arts de Breslau.
En 1894, il poursuit sa formation artistique à l'Académie des beaux-arts de Munich.
En 1897, il est dans la classe du maître Franz von Stuck, un des fondateurs de la Sécession viennoise. La même année, il reçoit une bourse d'un mécène pour aller étudier l'art en Italie pendant un an.

### Période allemande

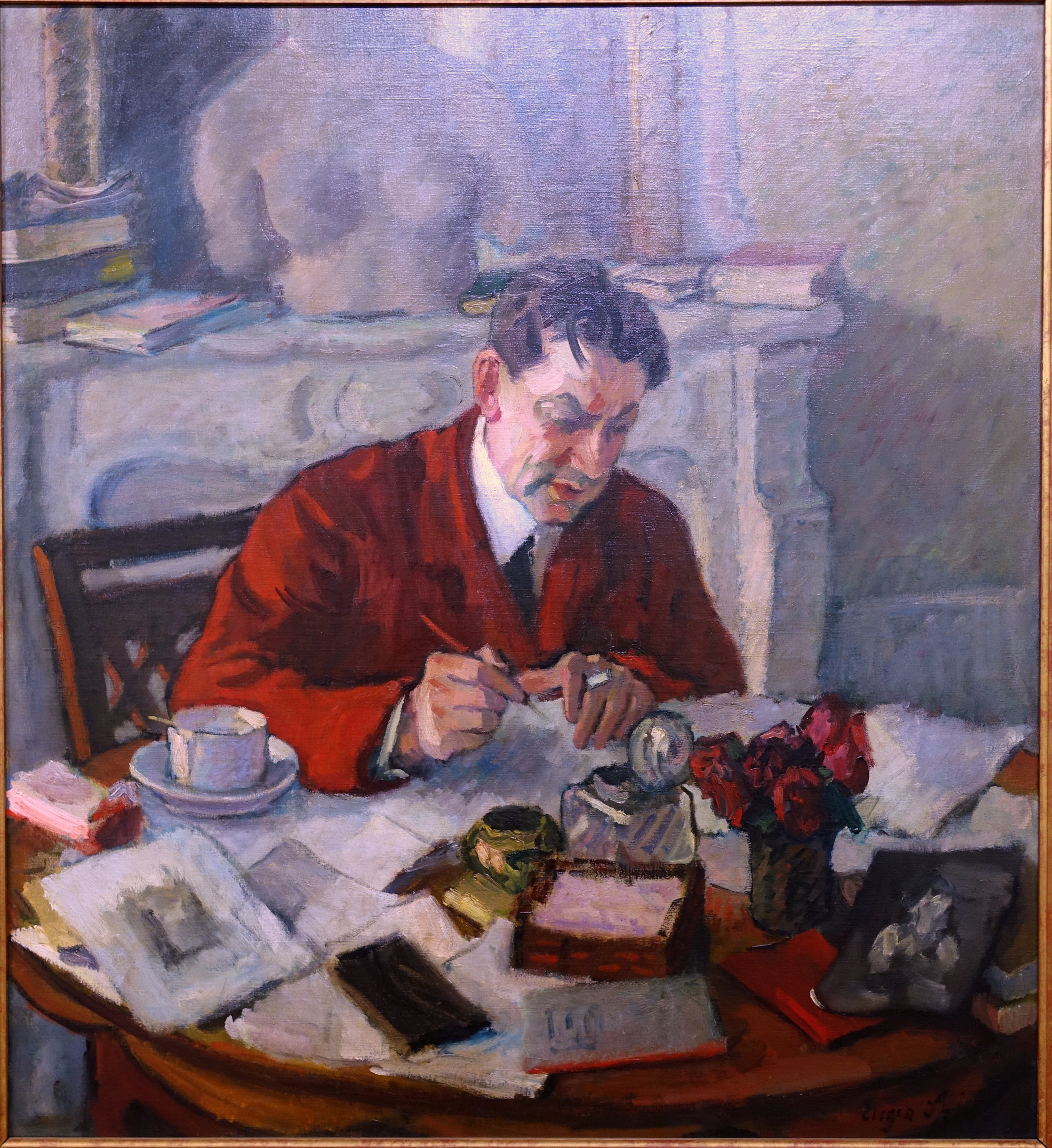
Portrait de Julius Meier-Graefe (1913), huile sur toile, Nuremberg, Germanisches Nationalmuseum.

En 1900, il devient membre de la Sécession viennoise.
En 1903, il se rend à Venise, puis à Paris.
En 1904, il épouse l'actrice autrichienne Tilla Durieux, dont il divorcera en 1905.
En 1906, il devint membre de la Berliner Secession. La même année il s'installe à Paris et rencontre le peintre et graphiste allemand Hans Purrmann. Il se rend régulièrement à Berlin pour des expositions d'art.
En 1911, il est nommé à l'Académie royale des arts de Berlin.
En 1917, Spiro épouse sa seconde épouse, Elizabeth Saenger-Sethe. Ils ont un fils, Peter Spiro, né à Berlin en 1918. Dans la période de l'entre-deux-guerres (1918-1935), le couple a beaucoup voyagé, en Italie du Nord (Lac Majeur), Paris, le Midi de la France (Cassis), la Corse, l'Espagne, le Portugal, le Maroc et la Croatie.

### Période française
En 1935, Eugene Spiro quitte l'Allemagne en raison de ses origines juives et la politique antisémite du régime nazi. La famille Spiro s'installe à Paris.
De 1936 à 1939, il se rend à Sanary-sur-Mer où se retrouvent les intellectuels opposés au régime nazi, dont certains fondèrent en 1936, l'Union des artistes libres, tels que Max Beckmann, George Grosz, Wassily Kandinsky, Paul Klee, Oskar Kokoschka et Wols. En 1938, face à la propagande nazie sur l'art dégénéré, Spiro adhère à Ligue internationale contre l'antisémitisme.
En 1940, avec l'invasion de la France par les troupes allemandes, la famille Spiro fuit à Biarritz, puis de là à Marseille, ville dans laquelle André Breton, Hans Bellmer et Tristan Tzara aideront les Spiro des menaces du régime collaborationniste du maréchal Pétain.

### Période américaine
Au printemps 1941, la famille Spiro réussit à fuir vers les États-Unis et s'installe à New York. Eugene Spiro se remarie avec Lilly Jacobi qu'il avait connue lors de son exil parisien.
En 1943, Eugene Spiro expose à la Galerie St. Etienne de New York et au Salmagundi Art Club de New York, lors de sept expositions individuelles.
Dans les années 1950, Eugene Spiro retourne en Allemagne. Il voyage au Danemark, en Suisse, en France et en Angleterre.
En 1964, il est décoré de l'ordre du Mérite de la République fédérale d'Allemagne.
En 1969, Berlin organise une grande rétrospective de ses œuvres.
Il meurt à New York le 26 septembre 1972.

## Expositions
- 1934 : Berlin, le musée juif, avec Ludwig Meidner.
- 1934 : Prague et Brno, Association des arts de Moravie.
- 1936 : Amsterdam.
- 1943 : New York, Galerie St. Etienne, puis en 1945, 1946, 1949, 1954 et 1960.
- 1957 : Dusseldorf, Association des arts de la Rhénanie et de Westphalie.
- 1959 : Munich, galerie Wolfgang Gurlitt.
- 1969 : Berlin, exposition rétrospective.
- 1979 : Berlin, Zoo Art officiel.
- 1987 : Cologne, exposition rétrospective à la galerie de l'Abercron.
- 2002 : Wrocław, musée de la ville, Eugene Spiro et descendants, avec Pierre et Elizabeth Spiro.
- 2004 : Londres, Centre culturel juif.
- 2008 : Munich, galerie de l'Abercron, rétrospective sur la famille Spiro.